# علی ماهر (بازیکن فوتبال)
علی ماهر (انگلیسی: Ali Maher؛ زادهٔ ۳ دسامبر ۱۹۷۳) یک بازیکن فوتبال در پست مهاجم اهل مصر است.

## باشگاهی
از باشگاه‌هایی که در آن بازی کرده‌است می‌توان به باشگاه ورزشی الاهلی مصر، باشگاه فوتبال الانصار عربستان سعودی اشاره کرد.

## تیم ملی
وی همچنین در تیم ملی فوتبال مصر بازی کرده است.